# سلیمه مزاری
سلیمه مزاری (زادهٔ ۱۹۸۰ (۴۴–۴۵ سال)) سیاستمدار و ولسوال پیشین  چارکنت در ولایت بلخ، افغانستان بود. مزاری فرمانده نیروهای خیزش مردمی نیز بود. وی یکی از سه ولسوال زن در حکومت جمهوری اسلامی افغانستان به رهبری اشرف غنی بود.
هنگامی که مرکز ولایت بلخ در اواسط ماه اوت به دست طالبان افتاد، این ولسوال برای چند روزی ناپدید شد. برخی رسانه‌ها گزارش دادند او احتمالاً به دست طالبان کشته یا بازداشت شده باشد. زمانی‌که شهر مزار شریف در آستانه سقوط بود، مزاری در دفتر کار فرهاد عظیمی والی سابق ولایت بلخ بود. فرماندهان محلی ولسوالی چارکنت به این فرماندار زن گفته بودند که ولسوالی آنها از چهار سو توسط طالبان محاصره شده‌است و هر کسی را که از شهر مزارشریف به سوی ولسوالی برود، بازداشت می‌کنند. او گفته‌است که همراه کاروان عبدالرشید دوستم، عطامحمد نور، و فرهاد عظیمی به سوی حیرتان رفت، اما او و شماری زیادی اجازه ورود به ازبکستان را نیافتند. مزاری، دو روز را در منزل یکی از خویشاوندان خود در شهر حیرتان سپری کرد و بعداً با پوشیدن برقع پنهانی راهی کابل شد. وی گفته‌است که طالبان نتوانستند او را شناسایی کنند و توانست به آمریکا منتقل شود. سلیمه مزاری در دهه ۱۹۸۰ میلادی در ایران متولد شد و در دانشگاه تهران تحصیل کرد. پدر و مادرش بعد از شروع جنگ شوروی در افغانستان، به ایران مهاجر شدند.